# Платонов Олег Анатолійович
Олег Анато́лійович Плато́нов (рос. Олег Анатольевич Платонов; * 11 січня 1950, Свердловськ, Російська РФСР) — російський економіст, письменник, публіцист і громадський діяч націоналістичної течії. Автор прикладних праць з економіки праці, а також конспірологічних і антисемітських публікацій, присвячених «жидомасонській змові». Активний ревізіоніст Голокосту. Прихильник антисемітизму. Роботи Олега Платонова визнаються українофобськими, а він сам україноненависником. Доктор економічних наук.
Директор громадської організації «Інститут російської цивілізації».
Член редакторської ради журналу «Journal of Historical Review» («Історичний огляд»).
Роботу О. А. Платонова «Історія російського народу в XX столітті» включено видавництвом «Алгоритм» і до книжкової серії «Класика російської думки».

## Біографія
Народився в сім'ї директора заводу. У 1972 році закінчив Московський кооперативний інститут. Працював у Відділі міжнародних зіставлень ЦСУ при Раді Міністрів СРСР, а з 1977 року, після захисту кандидатської дисертації — в Інституті праці як фахівець з американської економіки.
Кандидатська дисертація була захищена з трудових ресурсів Америки, а докторська з соціології праці в США. В кінці 1980-х — початку 1990-х років Платонов отримав доступ до раніше секретних державних архіви і перш за все в Особливий архів КДБ СРСР[джерело?].
У 1995 році організував науково-видавничий центр «Російська цивілізація», при якому працює дослідницька яка складається з колишніх працівників спецслужб і професійних істориків.
З 1998 року — головний редактор видавництва «Енциклопедія російської цивілізації».
З осені 1998 Платонов приступив до здійснення видання енциклопедії «Свята Русь. Велика енциклопедія Російського Народу», в якій передбачається випустити понад 20 томів (на даний час випущені 4 томи), кожен з яких присвячений вивченню певної галузі життя російського народу. Одночасно був випущений «Енциклопедичний словник російської цивілізації».
У 2002 році разом із Юргеном Графом організував в Москві Міжнародну конференцію з глобальних проблем всесвітньої історії, на який виступив з доповіддю Глобалізація та Християнство.
Олег Анатолійович Платонов — духовний учень християнського подвижника і богослова, митрополита Санкт-Петербурзького і Ладозького Іоанна (Сничева). Саме митрополит благословив Платонова на створення і публікацію праць, що, за твердженням Платонова, викривають таємну війну юдаїзму і масонства проти християнської цивілізації. Цим працям Платонова митрополит дав свою назву «Терновий вінець Росії». З цієї тематики вийшло близько 50 книг загальним накладом, що перевищує 1 мільйон екземплярів, в тому числі і на іноземних мовах. Праці вченого, присвячені вивченню діяльності таємних антихристиянських товариств, отримали схвалення Святійшого Патріарха Московського і всієї Русі Алексія II.
О.Платонов повідомляє, що хасидські організації, разом з «Об'єднанням на захист євреїв» організували проти нього кампанію наклепу не тільки в Росії, але і в США та інших країнах світу. Він розповідав, що висновки його історичних досліджень, що ґрунтуються на фактичних матеріалах і архівних документах, не влаштовували творців історичних міфів, за допомогою яких велося обдурення сотень мільйонів людей. За інформацією О.Платонова його книги, що сприяли спростуванню цих міфів, викликали лють у деяких представників правлячих кіл США та Ізраїлю, а книга «Чому загине Америка», що витримала до того часу 12 видань, у тому числі 5 на іноземних мовах, була охарактеризована на Раді національної безпеки США як «виклик всій світовій демократії, всьому вільному світу». За словами О.Платонова, передовий загін «захисників свободи» в особі єврейських організацій розпочав проти нього кампанію, яку відкрили «Голос Америки», «Свобода», «Голос Ізраїлю», оповістивши «вільний» світ про Платонова як про «ідейного комуніста-сталініста», «антисеміта, звихнутого на масоноборчестві і жідотріпанні».

## Погляди
Вважає США колосом на глиняних ногах, могутність якого носить економічний характер, але реальна економіка становить не більше 20 відсотків. Усе інше — це американська піраміда, яка в будь-який момент може завалитися, тому Америка стоїть перед своїм кінцем. На думку О.Платонова через це потрібно боятися, що за Америкою може загинути і вся біла цивілізація. У білу расу увійшла отрута талмудизму, який отруїв її і зробив безпорадною перед своїми ворогами. Стверджує, що талмудизм руйнує будь-яку віру, в тому числі й сам юдаїзм, євреї самі загинуть з усією білою расою. Вірить у те, що поки в Росії панує Православ'я, і ця світова біда може росіян не зачепити, якщо знаходитись у цій сутичці осторонь від західного світу. Думає, що підштовхне до загибелі всю цю фінансову та економічну піраміду азійська раса, яка сильна своїм духовним пріоритетом.
Олег Платонов схвально оцінює діяльність  чорносотенських та подібних шовіністичних організацій в дореволюційній Росії, різних російських монархічних, імперських, націоналістичних та шовіністичних діячів, політиків, та російських правителів. Зокрема, він дуже позитивно оцінює діяльність філософа російського фашизму Івана Ільїна та керівника СРСР Йосипа Сталіна.

### Погляди щодо українського народу
У творах Платонов заперечує існування українського народу як такого, вважаючи, що українці є «ожидовленими росіянами», а сам український народ виник з російського під впливом юдейського менталітету і був виділений у окремий народ у кінці XIX — на початку XX століття німецько-австрійським спецслужбами. Прикладом може бути такий відверто українофобський текст:
|  | Западнорусские земли были частью монолита, а абсолютное большинство живших здесь людей гордились принадлежностью к великому государству — СССР. Однако, кроме тех, кто своими убеждениями и верой создавал монолит великой державы, в этих землях еще существовало «подполье», состоявшее из различных мастей предателей русского народа, так называемых «щирых украинцев» или, по меткому замечанию русского ученого Ф. Я. Шипунова, «ожидовленных русских». Историческая трагедия западнорусских земель состояла в том, что в период польско-еврейской оккупации некоторая часть русского населения этих земель подверглась многовековому влиянию иудейского менталитета, ставшего частью национальной психологии, особенно на Галичине. Именно на эту «ожидовленную» часть русского народа совершенно сознательно делали ставку германо-австрийские спецслужбы, когда в конце XIX—начале XX века создавали проекты «самостийнического мазепинского движения» |

О. Платонов називає «щирих українців»   зрадниками російського народу. Він також стверджує, що першими українофілами були євреї.
Характерною особливістю творів О. Платонова є відсутність посилань на джерела. Таким чином, не можливо верифікувати та підтвердити ті чи інші твердження О. Платонова в його творах.

### Тези Платонова про «російську цивілізацію»
В одному з інтерв'ю висловив переконання, що російська цивілізація є особливим типом цивілізації. За всіма своїми параметрами вона протистоїть європейській, західній цивілізації. Будь-яка цивілізація, вважає Платонов, — це замкнута духовна спільність, що розвивається за власною шкалою координат. Шкала координат у російської цивілізації — зовсім інша, ніж у західній. На його думку, західна цивілізація побудована на раціоналізмі і там переважає матеріальне над духовним та існує віра в те, що силою можна організувати і побудувати весь світ. Російська цивілізація — насамперед духовна. Парадигмою її є Православ'я. Православ'я як вище досягнення християнської віри.

### Ставлення до Сталіна
Платонов стверджує, що Сталін прийшов до влади разом з тими комісарами, які ненавиділи саму руськість, залили Росію кров'ю, зневажали російський народ, це — Троцький, Каменєв, Зінов'єв, Ярославський та інші. Але, на думку Платонова, поступово до Сталіна прийшло розуміння, що головною державною силою Росії є російський народ і російська культура. Платонов заявляє, що Сталін зумів зрозуміти головні цінності саме російської цивілізації, і став спиратися у своєму розвитку саме на неї, тому він зумів зробити неможливе — він зламав найкращу у світі німецьку військову машину. Платонов каже, що Сталін об'єднав в одне єдине ціле всю країну. Він об'єднав російський народ на російських засадах. До основних російських цінностей зверталися у важку хвилину і всі інші вдалі і невдалі володарі.

### 1980-і роки
Платонов О. А. Цареубийцы // Литературная Россия. — 21 сентября 1990. — № 38.
Платонов О. А. Цареубийцы (окончание) // Литературная Россия. — 28 сентября 1990. — № 39.
Платонов О. А. Воспоминания о народном хозяйстве. — М.: Советская Россия, 1990. — 272 с., ил. ISBN 5-268-01377-7

### 1990-і роки
- Платонов О. Русский труд. — М.: Современник, 1991. — 335 с., ил. ISBN 5-270-01281-2
- Платонов О. А. Подвиг следователя Соколова // Литературная Россия. — 1991. — № 5.
- Платонов О. А. Я хочу спросить у Горбачева и Ельцина… // Россияне/Дружба. — 1991. — № 4.
- Платонов О. А. Убийство Царской Семьи // Россияне/Дружба. — 1991. — № 4.
- Платонов О. Свердлов — организатор красного террора // Молодая гвардия. — 1991. — № 5.
- Платонов О. А. Подвиг следователя Соколова // Наша страна. — 13 июля 1991. — № 2136.
- Платонов О. А. К истинному образу // Литературная Россия. — 9 августа 1991. — № 32(1488).
- Платонов О. А. Убийство царской семьи. — М.: Советская Россия, 1991. — 192 с., ил. ISBN 5-268-01159-6
- Платонов О. А. Убийство царской семьи // Россияне. — 1992. — № 3—4.
- Платонов О. А. К истинному образу // Наша страна. — 4 июля 1992. — № 2187.
- Платонов О. А. Правда о Григории Распутине // Наша страна. — 18 июля 1992. — № 2189.
- Платонов О. А. Правда о Григории Распутине. — М., 1992.
- Платонов О. А. Повышение качества трудовой жизни: опыт США. — М.: Рада, 1992. — 188 с. ISBN 5-255-01036-7
- Платонов О. А. Правда о Григории Распутине. — Саратов: Приволж. кн. изд-во, 1993. — 111 с.
- 1000 лет русского предпринимательства. Из истории купеческих родов / Сост. О. Платонов. — М.: Современник, 1995. — 480 с. ISBN 5-270-01531-5
- Платонов О. А. Терновый венец России. Тайная история масонства 1731—1996. — М.: Родник, 1996.
- Платонов О. А. Николай II в секретной переписке. — М.: Родник, 1996. — 800 с. ISBN 5-86231-154-8
- Платонов О. Жизнь за царя. Правда о Григории Распутине. — СПб.: Воскресеніе, 1996. — 320 с. ISBN 5-88335-008-9
- Платонов О. А. Россия под властью криминально-космополитического режима. — М.: Русский Вестник, 1998.
- Платонов О. А. Загадка Сионских протоколов. — М.: Родник, 1999. — 783 с., ил. ISBN 5-89466-033-3
- Платонов О. А. Тайная история масонства 1731—2000. — М.: Русский Вестник, 2000. — 912 с. ISBN 5-85346-040-4
- Платонов О. А. Россия под властью масонов. — М.: Русский Вестник, 2000. — 112 с., ил. ISBN 5-85346-038-2

### 2000-і роки
- Платонов О. А. Святая Русь. Открытие русской цивилизации. — М.: Энциклопедия русской цивилизации, 2001. — 816 с. ISBN 5-901364-03-1
- Платонов О. А. Пролог цареубийства. Жизнь и смерть Григория Распутина. — М.: Энциклопедия русской цивилизации, 2001. — 496 с. ISBN 5-901364-05-8
- Платонов О. А. История цареубийства. — М.: Энциклопедия русской цивилизации, 2001. — 768 с. ISBN 5-901364-04-X
- Платонов О. А. Тайна беззакония. Иудаизм и масонство против Христианской цивилизации. — М.: Алгоритм, 2004. — 704 с. ISBN 5-9265-0148-2
- Платонов О. А. Покушение на русское царство. — М.: Алгоритм, 2004. — 544 с. ISBN 5-9265-0156-3
- Платонов О. А. Загадка Сионских протоколов. — М.: Алгоритм, 2004. — 832 с. ISBN 5-9265-0149-0
- Платонов О. А. Государственная измена. — М.: Алгоритм, 2004. — 576 с. ISBN 5-9265-0110-5
- Платонов О. А. Бич божий: эпоха Сталина. — М.: Алгоритм, 2004. — 416 с. ISBN 5-9265-0157-1
- Платонов О. Старец Григорий и церковные либералы // Русский Вестник. — 5 ноября 2004.
- Платонов О. А. Под властью зверя. — М.: Алгоритм, 2004. — 576 с. ISBN 5-699-08264-6
- Платонов О. А. Криминальная история масонства 1731—2004 гг. — М.: Эксмо, Алгоритм, 2005. — 544 с. ISBN 5-699-09130-0
- Платонов О. А. Григорий Распутин и «дети дьявола». — М.: Алгоритм, 2005. — 544 с. ISBN 5-9265-0161-X
- Платонов О. А. Заговор цареубийц. — М.: Алгоритм, 2005. — 672 с. ISBN 5-9265-0166-0
- Платонов О. А. Николай Второй в секретной переписке. — М.: Алгоритм, 2005. — 800 с. ISBN 5-9265-0173-3
- Платонов О. А. Последний государь: жизнь и смерть. — М.: Алгоритм, 2005. — 640 с. ISBN 5-9265-0180-6
- Платонов О. А. Еврейский вопрос в России. — М.: Яуза, Пресском, 2005. — 288 с. ISBN 5-98083-042-1
- Платонов О. А., Райзеггер Г. Почему погибнет Америка? Взгляд с Востока и Запада. — М.: Эксмо, Алгоритм, 2005. — 448 с. ISBN 5-699-08271-9
- Платонов О. А. Война с внутренним врагом. История и идеология русского патриотизма. — М.: Алгоритм, 2006. — 432 с. ISBN 5-9265-0240-3
- Платонов О. А. Загадка Сионских протоколов. — М.: Алгоритм, 2006. — 592 с. ISBN 5-9265-0149-0
- Платонов О. А. Русская экономика без глобализма. — М.: Алгоритм, 2006. — 800 с. ISBN 5-9265-0257-8
- Олег Платонов о закулисе // Русский Вестник. — 16 сентября 2006.
- Олег Платонов о демографических потерях в России // Русский Вестник. — 8 января 2007.
- Исследование холокоста. Глобальное видение. Материалы международной Тегеранской конференции 11—12 декабря 2006 года. Под ред. О. Платонова / Сост. Ф. Брукнер. Пер. с англ., фр., нем. Е. С. Бехтеревой, А. М. Иванова. — М.: Алгоритм, 2007. — 272 с. ISBN 5-9265-0373-6
- Платонов О. А. Загадка Сионских протоколов. — М.: Алгоритм, 2008. — 592 с. ISBN 5-9265-0617-1
- Платонов О. А. Война с внутренним врагом. История и идеология русского патриотизма. — М.: Институт русской цивилизации, 2008. — 432 с. ISBN 5-9265-0240-1
- Платонов О. Николай II и Черная сотня // Русский Вестник. — 7 июня 2008.
- Платонов О. Энциклопедия «Русское Православие» // Русский Вестник. — 2 октября 2009.
- Платонов О. Русское сопротивление: война с антихристом (2 тома). — М.: СТОЛИЦА-ПРИНТ, 2010. ISBN 5-98132-129-0
- Платонов О. А. Битва за Россию. — М.: Алгоритм, 2010. — 544 с. ISBN 5-9265-0755-0
- Серія «Терновий вінець Росії»
- Історія російського народу в XX столітті
- «Бич божий. Величие и трагедия Сталина» (2005)
- Русская экономика без глобализма (2008)
- «Битва за Россию»[недоступне посилання з червня 2019] (2010)

## Критика
- Магістр політології та кандидат історичних наук Андреас Умланд вважає, що книги Платонова це «політичний пасквіль», для яких характерні «патологічний антиамериканізм, маячна конспірологія, апокаліпсичні картини майбутнього світу й фантастичні твердження про майбутнє нове народження російської нації». Як вважає Умланд, Платонов займається «реанімацією класичного російського антизахідництва»[14].
- Докторант зі східних мов і теології, активіст груп взаємодопомоги молоді, яка постраждала від насильства і етнічної ворожнечі Ганна Нежинська називає Платонова: «російський націоналіст, публіцист і автор псевдоісторичних творів»[15].
- Книги Платонова згадані як шовіністичні у списку міжнародної акції «Місто без фашистських книг!». Акція проводилася в 2005 році в багатьох містах Росії і Нью-Йорку з вимогою вилучити з продажу ксенофобську і неонацистську літературу, яка розпалює міжнаціональну ворожнечу[16]. У своєму протесті проти виставлення на 22-й Московській міжнародній книжковій виставці-ярмарку «книжок, що проповідують національну та релігійну нетерпимість», Московське бюро з прав людини, Фонд «Голокост» і Московський антифашистський центр охарактеризували Платонова як «одіозного юдофоба»[17].
- В одній з публікацій «Інституту вивчення сучасного антисемітизму та расизму» при Тель-Авівському університеті Платонов згадується як автор антисемітської книги[2], а в іншій він характеризується як «ультранаціоналіст, антисеміт і заперечник Голокосту»[2][18].
- Федерація єврейських громад Росії вважає книги Платонова антисемітськими[19]. Аналогічної думки про книжки Платонова дотримуються письменник Семен Резнік[20] і правозахисник Олександр Брод[21], керівник Центру Симона Візенталя Шимон Самуельс[22] та багато інших[23].